# Popillia vastipes
Popillia vastipes är en skalbaggsart som beskrevs av Ohaus 1938. Popillia vastipes ingår i släktet Popillia och familjen Rutelidae. Inga underarter finns listade i Catalogue of Life.